# Barranc del Coll des Eres

El Barranc del Coll des Eres, respecte del terme d'Abella de la Conca

El barranc del Coll des Eres, o de les Eres, és un barranc, afluent del riu d'Abella. Pertany a la conca del Noguera Pallaresa, i discorre del tot dins del terme d'Abella de la Conca, al sud de la Serra de Carreu, dins de la comarca del Pallars Jussà.
Neix al costat sud-oriental del Coll des Eres i discorre cap al sud-sud-est de forma paral·lela al Serrat de Cal Calafí, 

## Etimologia
El barranc arrenca del vessant sud-oriental del coll del mateix nom. Es tracta, així doncs, d'un topònim romànic modern de caràcter descriptiu.